# Julio Zárate
Julio Zárate (Xalapa de Enríquez, Veracruz, 12 de abril de 1844 - Ciudad de México, 1917) fue un abogado, escritor, historiador y político mexicano.

## Trayectoria
Realizó sus primeros estudios en su ciudad natal. Se trasladó a la ciudad de Puebla de los Ángeles para ingresar al Colegio Carolino, en donde se tituló como abogado.
Desde 1862 se desempeñó como diputado federal en diversas ocasiones, llegando a ser presidente de la Cámara de Diputados. De diciembre de 1879 a febrero de 1880, durante los primeros años del porfiriato, fue encargado de despacho de la Secretaría de Relaciones Exteriores. Fue secretario general de Gobierno del Estado de Veracruz de diciembre de 1884 a octubre de 1885, durante la gobernatura de Juan de la Luz Enríquez. En 1896 fue ministro del Suprema Corte de Justicia de la Nación. En 1912, fue senador de la república.
Impartió clases de Historia Universal en la Escuela Normal Nacional desde 1883, ejerciendo la docencia por treinta años. Colaboró para los periódicos El Eco del País y El Siglo Diez y Nueve. De ideología liberal, criticó a Maximiliano de Habsburgo y al Segundo Imperio Mexicano. Hacia finales de la década de 1880, escribió “La Guerra de Independencia”, tomo tercero de la enciclopedia México a través de los siglos la cual fue dirigida por Vicente Riva Palacio. Murió en la Ciudad de México en 1917.

## Obras publicadas
- Catecismo geográfico del estado de Puebla
- Elementos de historia general.

- Compendio de historia general
- Don Carlos de Sigüenza y Góngora
- Episodios mexicanos 1862-1867: Xalapa
- Velada en la conmemoración del cuarto centenario de la muerte de Cristóbal Colón
- Don Luis de Velasco, el segundo virrey de México
- "La Guerra de Independencia", tomo tercero de la enciclopedia México a través de los siglos